# Pierre Lefaucheux
Pierre Lefaucheux (* 30. Juni 1898 in Triel-sur-Seine, Frankreich; † 11. Februar 1955 in Saint-Dizier (Autounfall)) war der erste französische Präsident des Renault-Konzerns.

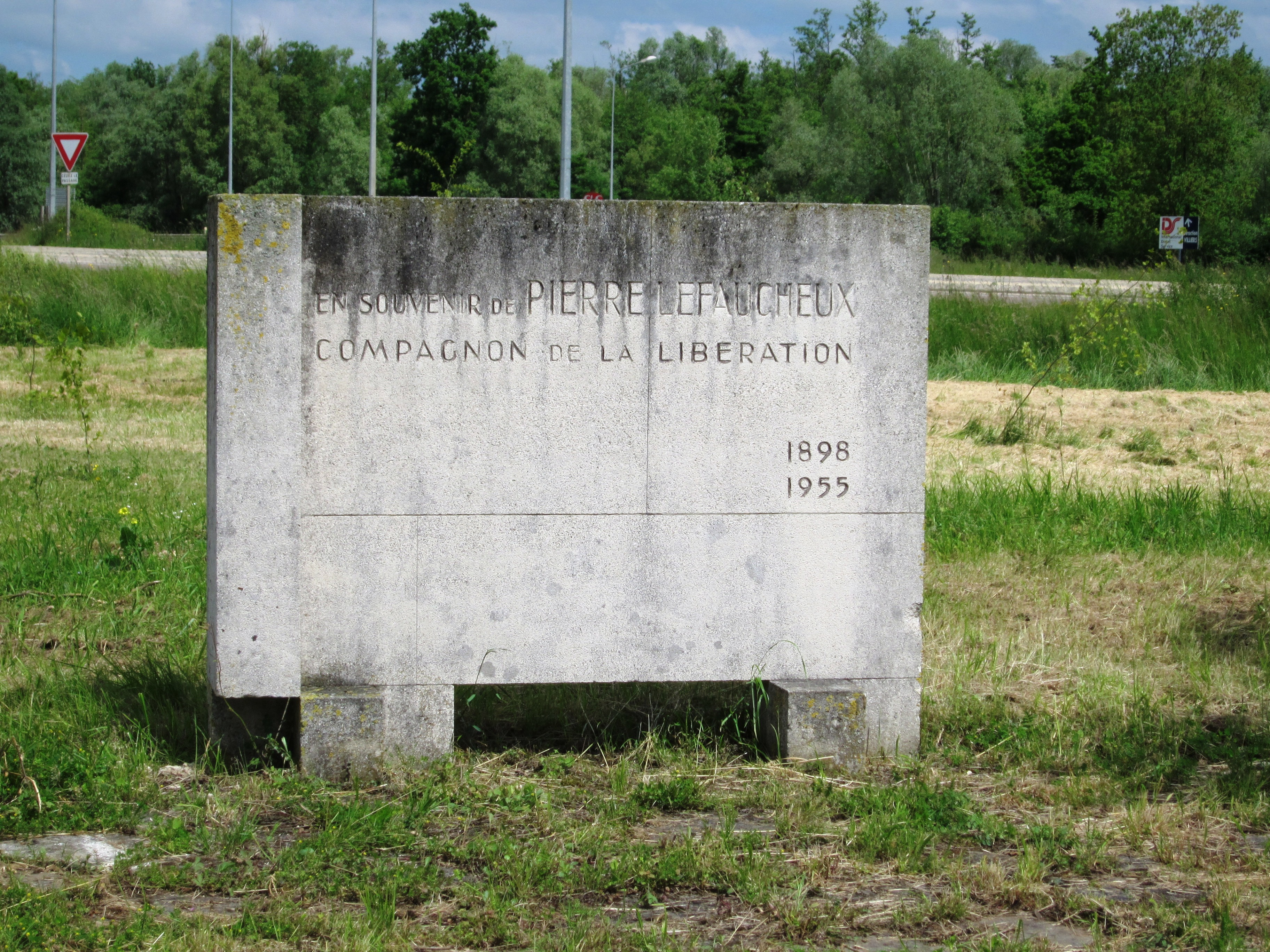
Denkmal für Pierre Lefaucheux an der Stelle seines tödlichen Autounfalls.

Er diente im Ersten Weltkrieg bei der Infanterie und erhielt einen Orden.
Zwischen den Weltkriegen arbeitete er als Ingenieur und war auch im Ausland. 1925 heiratete er Marie-Hélène Lefaucheux, geborene Postel-Vinay.
Im Zweiten Weltkrieg kämpfte er wieder und trat nach der Niederlage auf dem Schlachtfeld gemeinsam mit seiner Frau der Résistance bei. Er war überaus aktiv, wurde aber verhaftet und 1944 in Buchenwald interniert. Nach der Befreiung des Lagers kehrte er nach Frankreich zurück und wurde aufgrund seiner Verdienste als Präsident des zerstörten Renault-Werkes vorgeschlagen. Unter seiner Regie wurde Renault wieder aufgebaut und in einen modernen Industriekonzern umgeformt.
Er starb am 11. Februar 1955 bei einem Autounfall mit seinem Renault Frégate. Der Wagen überschlug sich. Ein im Wagen befindlicher Koffer traf Lefaucheux im Genick und tötete ihn auf der Stelle. Seine Frau starb 1964 bei einem Flugzeugunfall; das Paar hatte keine Kinder.